# Nosopsyllus nicanus
Nosopsyllus nicanus är en loppart som beskrevs av Jordan 1937. Nosopsyllus nicanus ingår i släktet Nosopsyllus och familjen fågelloppor. Inga underarter finns listade i Catalogue of Life.